# Yuya Yoshizawa
Yuya Yoshizawa (吉澤 佑哉 Yoshizaw Yuya?), född 20 april 1986 i Tochigi prefektur, är en japansk före detta fotbollsspelare.
Yoshizawa började sin karriär 2005 i Kashima Antlers. Med Kashima Antlers vann han japanska ligan 2007 och japanska cupen 2007. 2008 flyttade han till Kamatamare Sanuki. Han spelade 124 ligamatcher för klubben. Han avslutade karriären 2013.